# Asesinato de Jocelyn Nungaray
El 16 de junio de 2024, Jocelyn Nungaray, una niña de 12 años, fue asesinada en el norte de Houston, Texas. El caso atrajo la atención nacional, ya que dos inmigrantes irregulares fueron acusados de su asesinato. Las autoridades encontraron su cuerpo a la mañana siguiente en un arroyo en el norte de Houston y determinaron que había sido violada y asesinada por estrangulamiento. Los fiscales de Texas solicitaron la pena de muerte para ambos hombres, acusando a los sospechosos de cargos de asesinato capital, secuestro y agresión sexual agravada.

## Preludio
La Patrulla Fronteriza de los Estados Unidos detuvo a Johan José Martínez-Rangel cerca de El Paso el 14 de marzo, pero fue liberado ese mismo día, bajo una orden de reconocimiento, con una notificación para comparecer ante el tribunal en una fecha posterior. La Patrulla Fronteriza de los Estados Unidos arrestó a Franklin José Peña Ramos el 28 de mayo, también cerca de El Paso, pero también fue liberado con una notificación para comparecer ante el tribunal en una fecha posterior. 

## Asesinato
Nungaray se escapó de casa a las 10 de la noche del 16 de junio.  Los dos acusados habían comenzado la velada en un restaurante. Mientras caminaban, se encontraron con Jocelyn en Kuykendahl Road y hablaron con ella durante un par de minutos.  Según documentos judiciales, le estaban pidiendo indicaciones. Luego los tres caminaron hasta una tienda de conveniencia. Después de unos minutos, caminaron juntos hasta un puente, donde Jocelyn acabó estrangulada. Los documentos judiciales alegan que los tres estuvieron debajo del puente durante más de dos horas, durante las cuales Jocelyn estuvo atada y le quitaron los pantalones.  Los resultados del Centro de Ciencias Forenses de Houston mostraron que la víctima fue violada antes de su muerte.  Temprano en la mañana del 17 de junio, la policía recibió una llamada informando del descubrimiento del cuerpo de Nungaray tirado en una zanja cerca de su casa. 
Dos sospechosos, identificados como Johan José Martínez-Rangel, de 22 años, y Franklin José Peña Ramos, de 26, fueron arrestados el jueves 20 de junio en 13355 Northborough Drive en Canfield Lakes Apartments.  Ambos fueron acusados de asesinato capital. La policía publicó imágenes de cámaras de vigilancia donde aparecían los dos sospechosos; sus compañeros de habitación, uno de los cuales era el jefe de Peña, los denunciaron a la policía.   Martínez-Rangel tenía marcas de mordeduras y arañazos en sus brazos al momento de su arresto. 

## Procedimientos judiciales
El alcalde de Houston John Whitmire, había querido que ambos acusados permanecieran detenidos sin derecho a fianza por tiempo indefinido; el martes 24 de junio se fijó una fianza de 10 millones de dólares para Peña.
En la audiencia de fianza del 23 de junio, el fiscal adjunto del distrito del condado de Harris declaró que Peña le había dicho a la policía que había besado a la víctima, pero que Martínez-Rangel era responsable del asesinato y la agresión. Martínez-Rangel compareció ante el tribunal al día siguiente y admitió haber atado las piernas de la víctima y haber ordenado a Peña que la arrojara a un arroyo cercano. Ambos hombres tenían previsto regresar a la corte en septiembre de 2024. 
Ogg afirmó que los dos sospechosos no eran elegibles para la pena de muerte bajo la ley de Texas debido a la edad de la víctima; sin embargo, si se descubriera que Nungaray fue secuestrada o violada, ambos serían elegibles para la pena de muerte.  En septiembre de 2024, los sospechosos fueron acusados de secuestro y agresión sexual agravada de Nungaray. 
El 13 de diciembre de 2024, los fiscales de Texas solicitaron la pena de muerte para ambos hombres.

## Reacciones
El gobernador de Texas, Greg Abbott, pidió la pena de muerte para los dos acusados.  Donald Trump culpó al presidente Joe Biden por la muerte de Nungaray, afirmando que la política de inmigración de Biden había provocado su muerte. La administración Biden expresó sus condolencias a la familia Nungaray.  El secretario de Seguridad Nacional, Alejandro Mayorkas, declaró que los asesinos de Nungaray rendirían cuentas. 
Nungaray fue mencionada indirectamente por Trump en el primer debate presidencial de 2024 contra Biden el 27 de junio.    Su funeral se celebró el mismo día. El empresario de Houston Jim McIngvale pagó el funeral de Jocelyn.
El vicegobernador de Texas, Dan Patrick⁣, anunció que introduciría una ley para bloquear la libertad bajo fianza de los sospechosos de asesinato capital, llamada "Ley Jocelyn".  El senador de Texas Ted Cruz anunció en julio de 2024 la ley "Justicia para Jocelyn", que introduciría medidas más duras contra los inmigrantes indocumentados. 
El senador Ted Cruz mencionó a Jocelyn Nungaray por su nombre en su discurso en la Convención Nacional Republicana del 17 de julio. 
Trump, quien más tarde ese año ganó la reelección en las elecciones presidenciales de Estados Unidos de 2024, mencionó a Nungaray en su discurso del 4 de marzo de 2025 ante una sesión conjunta del Congreso. Durante el discurso, tras presentar a su madre, anunció una orden ejecutiva (Orden Ejecutiva 14229) que renombra el Refugio Nacional de Vida Silvestre Anáhuac como Refugio Nacional de Vida Silvestre Jocelyn Nungaray en su memoria. Trump también mencionó su amor por la naturaleza al renombrar el refugio.